# Fabricio Agosto Ramírez
Fabricio Agosto Ramírez (Las Palmas, 31 december 1987) is een Spaans voetballer die als doelman speelt. Hij verruilde Beşiktaş JK in juli 2018 voor Fulham, dat circa €6.000.000,- voor hem betaalde.

## Clubcarrière
Fabricio speelde in de jeugd bij UD Vecindario en Deportivo La Coruña. In 2009 trok hij naar Real Valladolid, dat hem verhuurde aan Recreativo Huelva. In 2011 tekende de doelman bij Real Betis. Twee jaar later trok hij naar Deportivo La Coruña, waar hij enkel tijdens het seizoen 2014/15 eerste doelman was. In 2016 maakte hij transfervrij de overstap naar Beşiktaş JK. Op 10 september 2016 volgde zijn competitiedebuut tegen Kardemir Karabükspor. Op 28 september 2016 debuteerde Fabricio in de UEFA Champions League tegen Dynamo Kiev.